# بشير الخيواني (رياضي)
بشير الخيواني (مواليد 1 مايو 1982) هو رياضي يمني في سباقات المضمار والميدان. شارك في سباق 400 متر في دورة الألعاب الأولمبية الصيفية لعام 2000. 
كان يبلغ من العمر ثمانية عشر عامًا فقط عندما شارك في دورة الألعاب الأولمبية الصيفية لعام 2000 التي أقيمت في سيدني، أستراليا. دخل سباق 400 متر وأنهى بزمن 49.72 ثانية وجاء في المركز الثامن، لذا لم يتأهل للدور التالي. 